# Fridlyst (hiphop-grupp)
Fridlyst är en svensk hiphop-grupp från Västerås bestående av rapparna Albin Hansson (MC Hans), Shanti Blanco och Philip Skär (Philly). Gruppen har varit verksam sedan 2015 då de släppte sin debutsingel "Out da Radar" under namnet Eboniks. I februari 2018 bytte gruppen namn till Fridlyst i samband med att skivbolaget/musikkollektivet Random Bastards inkluderade dem i deras samling av artister och producenter. Samma vecka släpptes Sunny som första singel under det nya namnet.
Fridlyst är numera baserade i Malmö.

## Diskografi

### Singlar
- "Out da Radar" (2015) [som Eboniks]
- "Skaka skallar" (2017) [som Eboniks]
- Sista bussen" (2017) [som Eboniks]
- "Sunny" (2018)
- "Beterej" (2018) [med Broder John]
- "Låt den va" (2019)
- "Bubbelplast" (2019)
- "Jerry Springer & Choco Flakes" (2019)
- "Engelberg" (2019) [med Skarp V]
- "WOOAH!" (2020)
- "Trollslända" (2021) [med Josef Slunge]
- "Komiskt" (2022)
- "Dalmatiner" (2023)
- "SUEDE / BRANDEN" (2023)
- "One Löv" (2023)

### EP
- "BadTrampolinDisco" (2020)

### Album
- Honey (2022)